# Vuelta al Mundo Maya
La Vuelta al Mundo Maya Guatemala fue una competición ciclística por etapas celebrada por carreteras de Guatemala en el mes de noviembre. Fue en su momento, la segunda competencia de nivel internacional corrida en Guatemala el mismo año.

## Historia
La primera edición de esta competición se realizó en 2012 tras la modificación en las fechas de la Vuelta a Guatemala que fue trasladada al mes de abril por las condiciones climáticas y carretera. En esta la primera edición compitieron diez equipos de los cuales 5 equipos fueron guatemaltecos (Hino-Pizza Hut-Eurobikes, Insta-Cofi de Café Quetzal, Asociación Departamental de ciclismo de Chimaltenango, Cable DX-Decorabaños y la Selección de Guatemala sub-23) además de 5 equipos extranjeros de los cuales 2 equipos fueron colombianos (EPM-UNE, Movistar Team Continental) 1 equipo costarricense (Coopenae Economy Gallo Bikes) y 2 equipos mexicanos (Canel's Turbo y Empacadora San Marcos). En un principio estaba invitado a participar la selección nacional de República Dominicana la cual canceló su participación en dicha justa deportiva argumentando que por las inclemencias del tiempo sus ciclistas no tuvieron la preparación necesaria y al mismo tiempo el nivel físico necesario para competir en una vuelta de gran nivel. Para la segunda edición cuando faltaban menos de dos semanas para el banderazo de salida, un ambiente de poco entusiasmo se percibió alrededor de la realización de la 2.ª Vuelta al Mundo Maya organizada por la Federación, además del público que en general no estaba enterado de cuando se realizaba la prueba. Incluso algunas de las cadenas radiales que tradicionalmente le han dado cobertura a la Vuelta a Guatemala pusieron en duda un despliegue a lo grande limitándose a hacer reportes informativos de la competencia en lugar de hacer una transmisión continua de principio a fin como estaba acostumbrado la afición chapina. La razón es que ésta Vuelta generará poco entusiasmo en las principales marcas y empresas anunciantes es la poca seriedad con que se realizó, lo cual limita drásticamente el recurso económico. A pesar de todo, luego de las visitas efectuadas por algunos funcionarios de la Federación y las reuniones con los comités locales de apoyo, se realizó cumpliendo con el recorrido dado a conocer con varias semanas de anticipación.

## Palmarés
| Año  | Ganador        | Segundo         | Tercero         |
| ---- | -------------- | --------------- | --------------- |
| 2012 | Giovanni Báez  | Alejandro Serna | Freddy Piamonte |
| 2013 | Edward Beltrán | Edwin Carvajal  | Jaime Castañeda |
| 2014 | Luis Marroquín | Alder Torres    | Julian Yac      |

## Palmarés por países
| País      | Victorias | 2.º lugar | 3.º lugar | Total |
| --------- | --------- | --------- | --------- | ----- |
| Colombia  | 2 (2)     | 2         | 2         | 6     |
| Guatemala | 1 (1)     | 1         | 1         | 3     |

- Entre paréntesis el número de ciclistas diferentes que han conseguido victorias para cada país.

## Estadísticas

### Más victorias generales
| Ciclista       | Victorias | Años |
| -------------- | --------- | ---- |
| Giovanni Báez  | 1         | 2012 |
| Eduard Beltrán | 1         | 2013 |
| Luis Marroquín | 1         | 2014 |

### Victorias de etapas por países
| Año  | Bandera de Guatemala | Bandera de Costa Rica | Bandera de Ecuador | Bandera de Colombia | Bandera de México |
| ---- | -------------------- | --------------------- | ------------------ | ------------------- | ----------------- |
| 2012 | 1                    | 1                     | 1                  | 5                   | 0                 |
| 2013 | 1                    | 0                     | 0                  | 5                   | 0                 |
| 2014 | 2                    | 0                     | 0                  | 0                   | 0                 |

### Otros datos
- Más días vestido de amarillo:

- Eduard Beltrán llevó durante 5 días el maillot de líder de la vuelta maya.

- Más victorias de etapa:

- Marvin Angarita y Eduard Beltrán han conseguido 2 victorias de etapa.

- Más victorias de etapa en una misma edición:

- Marvin Angarita (en 2012) y Eduard Beltrán (en 2013) consiguieron 2 victorias de etapa.

- Más victorias en la clasificación de metas volantes:

- Dorian Monterroso ha ganado el maillot de metas volantes en 1 ocasión.

- Más victorias en la clasificación de la montaña:

- Freddy Piamonte ha ganado el maillot de montaña en 1 ocasión.

- Más victorias en la clasificación sub-23:

- Eduar Beltrán ha ganado el maillot de los jóvenes en 1 ocasión.

- Más podios:

- Giovanni Báez, Alejandro Serna y Freddy Piamonte han subido en 1 ocasión (primero, segundo y tercero respectivamente).

- Menor diferencia entre el ganador y el segundo:

- 18 segundos de Giovanni Báez sobre Alejandro Serna (2012).

- Etapas más rápidas:

- Contrarreloj: Gregory Brenes con 57,831 km/h (en la 1.ª etapa de 2012)
- En línea: Alejandro Serna con 44,130 km/h (en la 3.ª etapa de 2012)

Para más datos, véase Datos estadísticos de la Vuelta al Mundo Maya.